# Psoun prériový
Psoun prériový (Cynomys ludovicianus) je denní hlodavec, který žije od jihozápadní Kanady až po severní Mexiko. Je jedním z pěti druhů psounů.
Aktivity přizpůsobuje počasí, preferuje travnaté biomy. Obývá planiny v nadmořských výškách 1300–2000 m. Dorůstá 30–40 cm. Váží kolem 0,9–1,3 kg. Ocas je dlouhý 7–11 cm. Konečky chlupů jsou v zimě černé a v létě bílé.
Samice rodí po 30 dnech březosti 4–5 slepých a holých mláďat. Ta opouštějí noru po 6 týdnech. Převážně mají srst pískově hnědou. Poslední třetina ocasu a hmatové vousky jsou černé.
Živí se rostlinami, například pýrem, bizoní trávou, určitými druhy slézu a v létě aromatickými keříky Chrysothamnus nauseosus, v zimě pak bodláky, kaktusy, kořeny a podzemními cibulemi. Když oblíbené druhy trav spasou, nechají území ležet ladem, dokud tráva opět nenaroste. A naopak – jsou natolik chytří, že se snaží vyhubit rostliny, které jim příliš nechutnají. Odkusují jejich výhonky a tím získají prostor pro žádané druhy rostlin.
Mláďata z obrovských kolonií jsou v omezeném počtu odchytávána a prodávána jako domácí mazlíčci. Dovoz z USA do Evropské unie byl v roce 2003 zakázán z důvodu ochrany před rizikem opičích neštovic (Monkey Pox).[zdroj?] Tato nemoc afrického tropického pralesa,[zdroj?] se v USA přirozeně nevyskytuje.[zdroj?] K nakažení jedné skupiny psounů prériových došlo lidskou nedbalostí, když byli umístěni do stejné ubikace s nemocnými hlodavci importovanými z Afriky.[zdroj?] V roce 2008 byl zákaz zrušen.[zdroj?]

## Zajímavosti
Hlavní společenskou jednotkou psouna je rodina (rodinný klan). Je složen z jednoho samce, několika samiček a jejich potomků. Několik rodin tvoří strážní skupinu, jejíž úkol je hlídat a hájit teritorium a nory. Hlídači vyskakují, štěkají, klapou vyceněnými zuby a ježí se jim srst na ocase. Strážní skupiny vytvářejí společenství, tzv. města, na ploše 65 hektarů. Každá rodina má vlastní soustavu nor, jejichž vchod je chráněn valem ze zeminy, aby do nor nenatekla voda.
Když se potkávají dva psouni z různých rodin, pozdraví se letmým polibkem a očichají si navzájem řitní žlázy.

## Údaje o psounech
- Délka života: 8,5 let
- Délka těla: 30–40 cm
- Délka ocasu: 8–11 cm
- Hmotnost: 0,9–1,3 kg
- Délka březosti: 27–33 dní
- Počet mláďat: 4–5 mláďat
- Počet porodů: jeden
- Počet zubů: 22
- Tělesná teplota: 36–37 °C

## Chov v zoo
Psoun prériový je chován přibližně ve 180 evropských zoo. Nejvíce přitom v Německu, kde se jedná o více než 50 zařízení. V Česku je chován v pěti zoo. Jedná se o tato zařízení:
- Zoo Brno
- Zoo Děčín
- Zoo Hluboká
- Zoo Olomouc
- Zoo Praha

### Chov v Zoo Praha
Chov tohoto druhu započal v roce 2000 a od té doby jsou jen s krátkou přestávkou (2010–2011) chováni do současnosti. Ke konci roku 2017 bylo chováno devět jedinců. Ke konci roku 2018 bylo chováno sedm zvířat tohoto druhu.
Psouni byli v Zoo Praha od roku 2000 několik let chováni v horní části zoo, konkrétně ve výběhu bizonů, kde vedle bernešek doplňovali druhovou skladbu severoamerických prérijních zvířat. Relativně neomezený život skupiny přinesl její samovolný přesun do výběhu velbloudů a následně i dále do okolí (např. do tehdejších expozic jelenů lyrorohých, anoa nížinných či kiangů). V tom stavu však již byla péče o tento druh velice obtížná, a tak byli přestěhováni do historické expozice ohraničené kamennou zídkou v dolní části, která byla dříve určená pro chov dikobrazů. Ta v roce 2018 ustoupila nově budované expozici australské fauny.
V roce 2019 byla vybudována nová expozice poblíž výběhu bizonů. Výběh o ploše přibližně 150 m² a úpravy okolí inspirované severoamerickou prérií stály 1,5 mil. Kč. Po dokončení expozice se do ní 10. 8. 2019 nastěhovala skupina čtrnácti psounů (sedm samců a sedm samic). Slavnostní otevření expozice: 15. 8. 2019.